# Madeleine-Sibylle de Saxe-Weissenfels (1648-1681)
Pour les articles homonymes, voir Madeleine-Sibylle de Saxe-Weissenfels.
Madeleine-Sibylle de Saxe-Weissenfels (née le 2 septembre 1648, décédée le 7 janvier 1681) est un membre de la Maison de Saxe-Gotha-Altenburg, fille d'Auguste de Saxe-Weissenfels, duc de Saxe-Weissenfels et d'Anne-Marie de Mecklembourg-Schwerin.
Le 14 novembre 1669, elle épouse Frédéric Ier de Saxe-Gotha-Altenbourg, duc de Saxe-Gotha-Altenbourg. Ils ont plusieurs enfants :
- Anne-Sophie de Saxe-Gotha-Altenbourg (1670-1728), épouse en 1691 Louis-Frédéric Ier de Schwarzbourg-Rudolstadt (mort en 1718) ;
- Dorothée-Marie de Saxe-Gotha-Altenbourg (1674-1713), épouse en 1704 Ernest-Louis Ier de Saxe-Meiningen ;
- Frédérique (1675-1709), épouse en 1702 Jean-Auguste d'Anhalt-Zerbst ;
- Frédéric II, duc de Saxe-Gotha-Altenbourg ;
- Jean-Guillaume de Saxe-Gotha-Altenbourg (1677-1707), tué à Toulon ;
- Jeanne de Saxe-Gotha-Altenbourg (1680-1704), épouse en 1702 Adolphe-Frédéric II de Mecklembourg-Strelitz.